# Остана
Остана (итал. Ostana) је насеље у Италији у округу Кунео, региону Пијемонт.
Према процени из 2011. у насељу је живело 79 становника. Насеље се налази на надморској висини од 1266 м.

## Становништво
| 1931. | 1936. | 1951. | 1961. | 1971. | 1981. | 1991. | 2001. | 2011. |
| ----- | ----- | ----- | ----- | ----- | ----- | ----- | ----- | ----- |
| 713   | 632   | 546   | 402   | 306   | 239   | 119   | 79    | 81    |